# Alexandru (Săndulache) Sturdza
Alexandru (Săndulache) Sturdza (n. 1758 - d.7 iunie 1831), fiu a lui Ștefan Sturdza și a Ruxandrei Mamona,, a fost un mare vistiernic și moșier înzestrat, ctitor a numeroase biserici din Moldova. Fost proprietar al moșiei Ruginoasa pe care s-a construit Palatul Ruginoasa, cumpărat mai târziu de către Alexandru Ioan Cuza, posibil fiind influențat de soția sa Elena, care era înrudită cu familia Sturdza prin mama ei, sora lui Alexandru de Miclăușeni, Catinca Rosetti, născută Sturdza.
Vistiernicul Săndulache Sturdza era căsătorit cu Ecaterina Moruzzi (n. 1757 – d. 25 februarie 1835), fiica lui Constantin Moruzi, având nunta la București, în data de 3 iulie 1773.
Tatăl vistiernicului Săndulache, Ștefan Sturdza, a fost văr de gradul întâi al domnilor Moldovei Ioniță Sandu Sturdza și a lui Dimitrie Sturdza, cel căsătorit cu Ruxandra Ghica, fiica lui Grigore al II-lea Ghica.

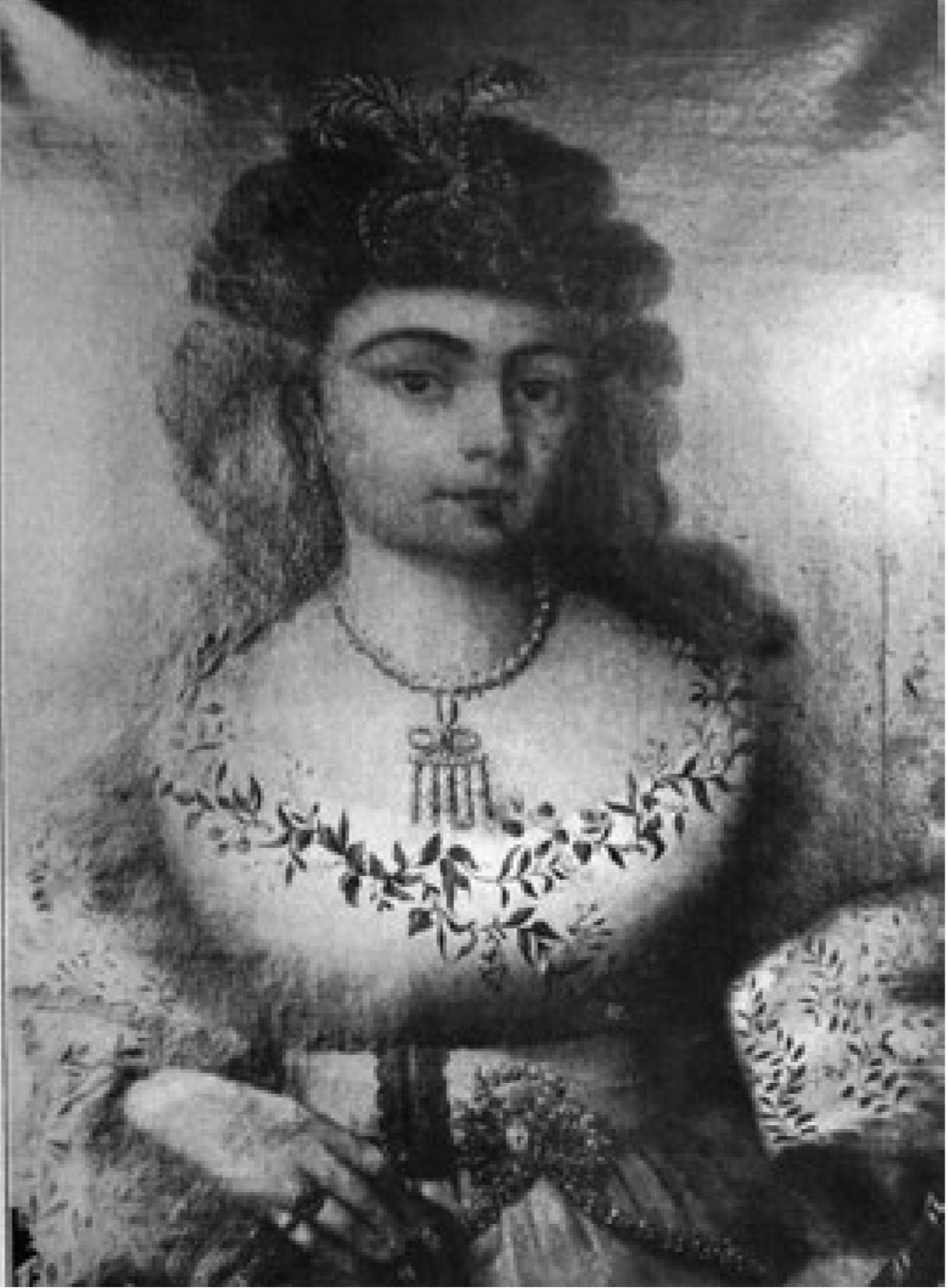
Vistierniceasca Smaranda Sturdza-Balș (1785-1848). fiica lui Alexandru Sturdza

Împreună cu soția sa, au avut doi copii: Smaranda Sturdza, devenită soția marelui vistiernic Alexandru Balș de Dumbrăveni, și Constantin Sturdza, numit și Constantin de Ruginoasa, mare logofăt, soțul principesei Ecaterina Cantacuzino.